# Čaitja
Čaitja (Chaitya), čaitja dvorana, čaitja-griha ali caitya se nanaša na grobnico, svetišče, tempelj ali molitveno dvorano v indijskih religijah. Izraz je najpogostejši v budizmu, ko se nanaša na prostor s stupo in zaobljeno apsido na koncu nasproti vhoda in visokim stropom z zaobljenim profilom . Strogo rečeno, čaitja je sama stupa , indijske stavbe pa so čaitja dvorane, vendar se ta razlika pogosto ne upošteva. Izven Indije jo uporabljajo budisti za lokalne sloge majhnih stupam podobnih spomenikov v Nepalu, Kambodži, Indoneziji in drugod. V zgodovinskih besedilih džainizma in hinduizma, vključno s tistimi, ki se nanašajo na arhitekturo, se čaitja nanaša na tempelj, svetišče ali kateri koli sveti spomenik.
Najbolj zgodnji primeri čaitje, ki so ohranjeni, so indijska v skalo vklesana arhitektura. Znanstveniki se strinjajo, da standardni obrazec sledi tradiciji samostojnih dvoran iz lesa in drugih rastlinskih materialov, od katerih nobena ni ohranjena. Zaobljeni rebrasti stropi posnemajo leseno konstrukcijo. V zgodnjih primerih je bil dekorativno uporabljen les z lesenimi rebri, dodan kamnitim streham. V jamah Bhaja in "Velika Čaitja" jam v Karliju so prvotna lesena rebra preživela; drugje označujejo na stropu, kje so bila nekoč. Kasneje so bila ta rebra odrezana. V kamnitih konstrukcijah so bili pogosto dodani elementi iz lesa, kot so zasloni, verande in balkoni. Ohranjeni primeri so po svoji široki razporeditvi podobni, čeprav se je zasnova razvila skozi stoletja.
Dvorane so visoke in dolge, a precej ozke. Na skrajnem koncu stoji stupa, ki je v ospredju čaščenja. Parikrama, dejanje kroženja ali hoje okoli stupe, je bil pomemben obred in praksa čaščenja in vedno je dovolj prostora za to. Konec dvorane je tako zaobljen, kot apsida v zahodni arhitekturi . Ob stranskih stenah vedno stojijo stebri, ki segajo do začetka ukrivljenega stropa in obhod za stebri ustvarja stranske in glavno ladjo ter omogoča obredno obkrožanje ali pradakšino, bodisi neposredno okoli stupe ali okoli po prehodu za stebri. Na zunanji strani je veranda, ki je pogosto zelo razkošno okrašena, z relativno nizkim vhodom, nad njo pa pogosto galerija. Edina naravna svetloba, razen od vhoda, prihaja iz velikega okna v obliki podkve nad verando, ki odseva krivuljo strehe znotraj. Skupni učinek je presenetljivo podoben manjšim krščanskim cerkvam iz zgodnjesrednjeveškega obdobja, čeprav so zgodnje čaitje mnogo stoletij zgodnejše.
Čaitje se pojavljajo na istih mestih, kot vihara, močno kontrastna stavba s pravokotno centralno dvorano z nizkim stropom, z majhnimi odprtimi celicami, pogosto na vseh straneh. Pogosto imajo svetišče v središču zadnje stene, ki vsebuje stupo v zgodnjih primerih ali kasneje kip Bude. Vihara je bila ključna zgradba v budističnih samostanskih kompleksih, ki so jo uporabljali za življenje, učenje in molitev. Tipične velike lokacije vsebujejo več vihar za vsako čaitjo.

## Etimologija
Caitya, iz korenskega cita ali ci, ki pomeni 'naguban', je sanskrtski izraz za 'nasip' ali 'podstavek' ali 'pogrebni kup'. To je nekakšna sveta konstrukcija in je v različnih regijah pridobila drugačne bolj specifične pomene, vključno s caityavṛkṣa za sveto drevo.
Po mnenju K. L. Chanchreeka, v zgodnji džainistični literaturi, caitya pomeni ayatanas ali templji, kjer so bili menihi. To je pomenilo tudi, kje je bil džainistični idol postavljen v tempelj, vendar je bil na splošno simbolizem za vsak tempelj. V nekaterih besedilih jih imenujemo arhat-caitya ali jina-caitya, kar pomeni svetišča za Arhata ali Džina. Najpomembnejša arheološka najdišča Džaina, kot so Kankali Tila v bližini Mathure, kažejo Caitya-drevo, Caitya-stupo, Caitya loke z Mahendra-dvadžas in meditacijo Tirthankaras.
Beseda caitya se pojavlja v vedski literaturi hinduizma. V zgodnji budistični in hindujski literaturi je caitya vsak 'spomenik na stebrih' ali 'sveto drevo', pod katerim se srečamo ali meditiramo.  Jan Gonda in drugi znanstveniki navajajo, da je pomen caitya v hindujskih besedilih različen glede na kontekst in ima splošni pomen vsakega 'svetega mesta, bogoslužja', 'spomenika' ali kot označevanje kakršnegakoli 'zatočišča' za ljudi, zlasti v Grhya sutras. Po besedah Roberta E. Buswella in Donalda S. Lopeza, obeh profesorjev budističnih študij, izraz caitya v sanskrtu pomeni 'tumulus, svetišče ali grobnico', tako v budističnem kot v ne-budističnem kontekstu.

## "Čaitja lok" kot dekorativni motiv
Čaitja lok, gavakša (sanskrt gavākṣa) ali čandrašala okrog velikega okna nad vhodom se pogosto ponovi kot majhen motiv v dekoraciji in razvite različice se nadaljujejo v hindujski in džainistični dekoraciji, dolgo po tem, ko so dejanske dvorane čaitja prenehale obstajati, in so jih zgradili budisti. V teh primerih lahko postane razkošen okvir, ki se razprostira precej široko okoli okroglega ali polkrožnega medaljona, ki lahko vsebuje skulpturo figure ali glave. Tukaj je prikazana zgodnejša stopnja v vhodu v jamo 19 pri jamah Adžanta (cca. 475–500), kjer štiri horizontalne cone dekoracije uporabljajo ponavljajoče se motive čaitja loka na sicer navadnem pasu (dva na portiku, in dva zgoraj). V vsakem loku je glava.

## Razvoj čaitje
Zgodnje čaitja dvorane so znane iz 3. stoletja pr. n. št. Običajno so sledili apsidnemu tlorisu in so bile bodisi vklesane v skale ali prostostoječe.

### V skalo vklesane čaitja dvorane
Najstarejši ohranjeni prostori, primerljivi s čaitja dvorano, segajo v 3. stoletje pred našim štetjem. To so skalne Barabarske jame (jame Lomas Rishi in jama Sudama), izkopane v času vladavine Ašoke z ali za Ājīviko, nebudistično versko in filozofsko šolo tega obdobja. Po mnenju mnogih znanstvenikov so t postali »prototip za budistične jame zahodnega Deccana«, zlasti dvorane čaitja, izkopane med 2. stoletjem pr. n. št. in 2. st. n. št.
Zgodnja čaitja je grobnica stupa s prostorom za bogoslužje, ki so ga izvajali menihi. To je odražalo eno od prvih razlik med zgodnjim budizmom in hinduizmom, pri čemer je budizem dal prednost obrednemu bogoslužju v nasprotju z individualnim pristopom hinduizma. Zgodnje čaitja grha so vrezali v žive skale kot jame. Služile so kot simbol in kraji sangha kongregacijskega življenja (uposatha).
Najstarejša skalne čaitje, podobne samostojnim, so bile sestavljene iz notranje krožne komore s stebri, ki je omogočali krožno pot okoli stupe in zunanjo pravokotno dvorano za skupnost častilcev. Sčasoma je bila odstranjena stena, ki je ločevala stupo od dvorane, da bi ustvarili apsidno dvorano s kolonado okoli ladje in stupe.
Čaitja v jamah Bhaja je morda najstarejša ohranjena čaitja dvorana, zgrajena v 2. stoletju pr. n. št. Sestavljena je iz apsidne dvorane s stupo. Stebri se nagibajo navznoter in posnemajo lesene stebre, ki bi bili strukturno potrebni za ohranitev stropa. Strop je banjast, obokan s starimi lesenimi rebri. Stene so polirane v slogu Maurjan. Nanjo je bila postavljena velika lesena fasada, ki je zdaj popolnoma izgubljena. Nad obokanimi vrati je bilo postavljeno veliko okno v obliki podkve, čaitja okno, celotno območje portika je bilo izklesano tako, da je posnemalo večnadstropno stavbo z balkoni in okni ter kipi moških in žensk, ki so opazovali prizor spodaj. To je ustvarilo videz starodavnega indijskega dvorca. To, podobno kot fasada v jamah Bedse, je zgodnji primer tega, kar je James Fergusson opazil v 19. stoletju: »Povsod ... v Indiji arhitekturni okras sestavljajo majhni modeli velikih zgradb«.
V jamah Bhaja, tako kot v drugih čaitjah, je vhod deloval kot razmejitev med svetim in posvetnim. Stupa znotraj dvorane je bila popolnoma odstranjena od pogleda kogarkoli zunaj. V tem kontekstu se je v 1. st. pr. n. št. prejšnje čaščenje spremenilo v čaščenje podobe Gautama Bude. Čaitje so bile pogosto del samostanskega kompleksa vihara.
Najpomembnejši v kamen vklesani kompleksi so jame v Karliju, jame Adžanta, jame Elora, Jame Udajagiri in Khandagiri, jame Aurangabad in jame Pandajleni. Mnogi stebri imajo kapitele, pogosto z rezbarijo klečečega slona, nameščenega na zvonastih bazah.
- Dvorana v skali, Sudama, jame Barabar, posvetil jih je Ašoka 257 pr. n. št..
- Okrogla čaitja dvorana v skali s stebri, jame Tulja, 1. st. pr. n. št.
- Čaitja lok okoli okna in se ponavlja kot gavakša motiv z ograjami, jama 9, Adžanta.
- Okno v čaitji jame 10, Ellora, c. 650
- Lesena rebra na stropu jam v Karliju; dežnik nad stupo je tudi lesen
- Dekorativni čaitja loki in mrežasta ograja, jame Bedse, 1. st. pr. n. št.
- Stupa v jami 10, Ellora], zadnja zgrajena čaitja dvorana, Budova podoba sedaj dominira v stupi.

### Prostostoječe čaitja dvorane
Preživele so številne samostojno zgrajene dvorane čaitja, zgrajene iz trajnih materialov (kamen ali opeka), najzgodnejše od približno istih časov kot najstarejše v skalo vklesane jame. Obstajajo tudi ruševine in podzemna dela, kot je krožni tip iz 3. stoletja pr. n. št., tempelj Bairat, v katerem je bila osrednja stupa obdana s 27 osmerokotnimi lesenimi stebri, nato pa je bila zaprta s krožno opečno steno, ki je tvorila krožno procesijsko pot okoli stupe. Drugi pomembni ostanki temeljev strukturne čaitje so tiste v Guntupalle, z mnogimi majhnimi okroglimi bazami in Lalitgiri.
Apsidna struktura v Sanchiju je bila vsaj delno datirana v 3. stoletje pr. n. št.: tako imenovan Tempelj 40, eden od prvih primerov samostojnega templja v Indiji. Tempelj 40 ima ostanke treh različnih obdobij, najzgodnejšega obdobja, ki sega v starost Maurja, zaradi česar je verjetno primer za nastanek Velike stupe. Napis celo nakazuje, da ga je morda ustanovil Bindusara, Aookov oče . Prvotni tempelj iz 3. stoletja je bil zgrajen na visoki pravokotni kamniti ploščadi, 26,52 x 14 x 3,35 metra, z dvema stopniščema na vzhodu in zahodu. Bil je apsidna dvorana, verjetno iz lesa. V 2. stoletju pr. n. št. je bil požgan. Kasneje je bila ploščad razširjena na 41,76  x 27,74 metra in ponovno uporabljena za postavitev dvorane s petdesetimi stebri (5 x 10), od katerih so ostali štori. Nekateri od teh stebrov imajo napise iz 2. stoletja pr. n. št
Osnovni in rekonstruirani stebri na treh straneh Templja 18 v Sanchiju so najbrž dopolnjeni z lesom in slamo; to sega v 5. stoletje, morda obnovljeno na zgodnejših temeljih. Stoji zraven Templja 17, majhnega z ravno streho, s spodnjo mandapo (v indijski arhitekturi zunanja dvorana ali paviljon za javne rituale) na sprednji strani, osnovnega tipa, ki je v prihodnosti prevladoval med budističnimi in hindujskimi templji. Obe vrsti sta bili v cesarstvu Gupta uporabljeni v obeh religijah.
Tempelj Trivikrama, imenovan tudi "Ter Tempelj", je zdaj hindujski tempelj v mestu Ter, Maharaštra. Sprva je bil samostojna apsidna struktura, ki je značilna za zgodnje budistično oblikovanje apsidne caityagriha. Ta struktura še vedno stoji, vendar je zdaj na zadnji strani stavbe, saj je bila verjetno dodana struktura z ravno streho v 6. stoletju, ko je bil tempelj spremenjen v hindujski tempelj. Zdi se, da je apsidna struktura sodobna velikemu apsidnemu templju v Sirkapu, Taxila, ki je datiran med 30. pr. n. št.-50 n. št.. Zgrajen bi bil pod Satajahanamijem. Sprednji del apsidnega templja je okrašen s čaitja lokom, podobnim tistemu, ki ga najdemo v skalo vklesani budistični arhitekturi. Tempelj Trivikrama velja za najstarejšo stoječo strukturo v Maharaštri.
Še en hindujski tempelj, ki je bil spremenjen iz budistične strukture čaitjagrihe, je zelo majhen tempelj Kapotesvara v Čezarli v okrožju Guntur; tukaj je komora ravna na obeh koncih, vendar z zaobljenim opečnim obokom za strop, pri čemer se uporablja žlebičenje 
- Ostanki okrogle čaitja dvorane v templju Bairat, 3. st. pr. n. št..
- Relief okrogle čaitja dvorane, Bharhut, okoli 100 pr. n. št..
- Sanči Temple 40 je apsidalni tempelj iz 3. st. pr. n. št., eden prvih znanih v Indiji.
- Rekonstrukcija templja Sanči 40 (3. st. pr. n. št.).
- Trivikrama tempelj s čaitja lokom.
- Antična budistična čaitja hiša v Teru.
- Ostanki dvorane čaitja v templju Čejarla Kapotesvara.
- Sanči, tempelj 18, iz apside. Delno rekonstruiran.
- Domnevna rekonstrukcija templja 18 Percyja Browna (zdaj datirana prej)
- Izkopani ostanki strukturne čaitja v Lalitgiri, Odiša, Indija

### Konec čaitja dvoran
Očitno je bila zadnja v skalo vklesana dvorana Jama 10 v Ellori, v prvi polovici 7. stoletja. V tem času je vlogo čaitja dvorane zamenjala vihara, ki se je zdaj razvila v svetišče s slikami Bude (zlahka dodana starejšim primerom) in večinoma prevzela njihovo funkcijo. Stupa je bila zamenjana kot osrednja točka za čaščenje in meditacijo s Budovo podobo in v Jami 10, kot v drugih poznih čaitjah (npr. Jama 26 v Adžanti), obstaja velik sedeči Buda, ki se dviguje pred stupo. Poleg tega notranjost ni drugačna od prejšnjih primerov iz več stoletij prej. Oblika oken na zunanjosti pa se je močno spremenila, skoraj povsem opustila imitacijo lesene arhitekture in pokazala dekorativno obravnavo širokega oboda na čaitja loku, ki naj bi bil pomemben slog v poznejši tempeljski dekoraciji.
Zadnja faza samostojnega templja čaitja dvorane lahko ponazori tempelj Durga, Aihole, iz 7. ali 8. stoletja. Je apsiden, z zaobljenimi konci na koncu svetišča s skupno tremi plastmi: ograjen prostor svetišča, zid po tem in pteroma ali ambulatorij kot odprta loža s stebri, ki potekajo po vsej stavbi. To je bil glavni prostor za parikramo ali obkrožanje. Nad svetiščem z okroglim delom, ki je zdaj prostor z vrati, se dviga šikara' stolp, ki je po kasnejših standardih razmeroma majhen, mandapa pa ima ravno streho. Ni znano, kako dolgo se je gradnja dvoran čaitja v rastlinskem materialu nadaljevala v vaseh.

## Vzporednice
Toda koča
Široka podobnost med čaitjami in tradicionalnimi kočami, ki jih še vedno ustvarja ljudstvo Tode v hribih Nilgiri, je bila pogosto omenjena . To so surove koče, zgrajene z vrbovim prepletom za izdelavo streh v obliki loka, vendar so bili modeli za čaitjo verjetno večji in bolj prefinjeni objekti.
Likijske grobnice
Podobnost likijskih grobnic Male Azije iz 4. stoletja pr. n. št., kot je grobnica Payava, z indijsko arhitekturno zasnovo čaitje (ki se je začela vsaj stoletje kasneje s približno 250 leti pr. n. št., Jame Lomas Rishi v skupini jam Barabar) kaže, da so oblike likijskih kamnitih grobnic prišle v Indijo ali da sta obe tradiciji izhajali iz skupnega vira prednikov.
James Fergusson je v svojem Illustrated Handbook of Architecture, ko opisuje zelo progresivno evolucijo od lesene arhitekture do kamnite arhitekture v različnih starodavnih civilizacijah, dejal: »V Indiji so oblika in konstrukcija starejših budističnih templjev podobni tako ti primeri v Likiji«. Ananda Coomaraswamy in drugi so tudi opozorili, da »so izkopane in monolitne grobnice v Pinari in Ksantosu na južni obali Male Azije predstavili nekaj analogij z zgodnjimi indijskimi v sklao vklesanimi dvoranami«, eno od mnogih skupnih elementov med zgodnjim indijskim in zahodnim azijskim.
Likijske grobnice iz 4. stoletja pr. n. št. so bodisi prostostoječi ali v kamen vrezani sarkofagi, postavljeni na visoko podlago, z arhitekturnimi značilnostmi, izklesanimi v kamnu, ki posnemajo lesene konstrukcije. Obstajajo številni ekvivalenti skalnim za prostostoječe strukture. Ena od samostojnih grobnic, grobnica Pajave, ki je bil likijski aristokrat iz Ksantosa in datirana v 375-360 pr. n. št., je vidna v Britanskem muzeju. Grški in perzijski vplivi so vidni v reliefih, ki so bili oblikovani na sarkofagu. Strukturne podobnosti z indijsko čaitjo, do številnih arhitekturnih podrobnosti, kot je »enako poudarjena oblika strehe, z grebenom«, so nadalje razvite v indijskem templju. Fergusson je predlagal indijsko povezavo in neko obliko kulturnega prenašanja po Ahemenidskem cesarstvu. Na splošno velja, da starodavni prenos likijskih modelov za kamnoseške spomenike v Indijo velja za »dokaj verjeten«.
Antropolog David Napier je predlagal tudi obratno razmerje, ki trdi, da je bila grobnica Pajava potomec starodavnega južnoazijskega sloga in da je bil človek z imenom "Pajava" pravzaprav grško-indijski pod imenom »Pallava«.

## Nepal
V Nepalu je pomen čaitja nekoliko drugačen. Nepalska čaitja ni zgradba, temveč spomenik, ki je sestavljen iz oblike, podobne stupi, na vrhu podstavka, pogosto zelo okrašena. Običajno stoji na prostem, pogosto v verskih sestavinah, in so v povprečju približno štiri do osem metrov visoke. Postavljajo jih v spomin na mrtvega človeka njegova družina pri Šerpah, Magarjih, Gurungih, Tamangih in Nevarcih, med drugimi ljudstvi Nepala. Nevarci iz Katmandujske doline so začeli dodajati podobe štirih Tathagat, na štirih smereh čaitje, predvsem po 12. stoletju. Zgrajene so z lepo izklesanih kamnov in blatne malte. Pravijo, da jih sestavljajo Mahābhūta - zemlja, zrak, ogenj, voda in prostor.

## Kambodža
V klasični kamboški umetnostni je čaitja mejni označevalec za svetišča, običajno narejena v sklopu štirih, postavljenih na meji mesta na štirih kardinalnih smereh. Običajno imajo obliko, ki je podobna stebrom, pogosto obložena s stupo in so izklesana na telesu.